# 徐汝正
徐汝正（16世紀—1625年），號二寰，南直隸寧國府宣城縣人，明朝政治人物。

## 生平
徐汝正在家鄉有端謹名聲，是萬曆三十七年（1609年）己酉科應天鄉試舉人，天啟四年（1624年）授西鄉知縣，為政仁慈廉明，判案看到重囚總為其流淚，五年（1625年）瑞王朱常浩就藩漢中府，途經府縣俱供應物資，他憐憫西鄉人民貧瘠於是減少供應，在茶溪灘以小艇迎接瑞王時被其隨從鞭打，百姓奔向小艇上保護他，不久大風吹動瑞王船隻壓翻小艇，他失足溺死，兩岸人民號哭聲震天，瑞王得知後憐憫他，免去西鄉物資供應，並命人立祠祀他。十天後其屍體浮在江面，冠服如常，家人窮得無法收葬，西鄉士民出資協助才能扶櫬回里，人們立像城隍廟奉為漢江之神。

## 引用
1. 1 2  光緒《宣城縣志·卷十五·人物》：徐汝正，號二寰，萬厯己酉舉人，居鄉以端謹稱，天啟丁卯除西鄉知縣，時瑞藩封漢中，道西鄉舳艫相望，驅民夫牽輓不勝驛騷，汝正操小艇懷箋謁王為民請命，風作王舟壓艇溺死，求屍三日始得之湍水中，猶冠服端坐石上，一門役捧足而跪，邑民無老幼皆環哭失聲，立祠祀之，今相傳為漢江神。 《江南通志》
2. ↑  康熙《西鄉縣志·卷六·官守第六》：徐汝正，江南寧國舉人，天啟年令，天性慈仁，廉明正直，每讞獄見重囚輒為流涕，甫一載瑞藩封漢中，郡縣具供障，驛使馳檄道相望，汝正憫西邑民瘠，供應從減，至茶溪灘舟迎瑞藩，扈從者鞭朴辱之，百姓奔舟擁衛如蟻，舟覆汝正溺焉，兩岸號哭聲震天，瑞藩聞而哀憐之，悉蠲西邑供障，命立祠祀焉，越十日得汝正屍于江，冠袍如常，家人至不能具資穀以歸，邑士民餽遺乃得扶櫬回里，肖像城隍廟。